# 南なつ
南 なつ（みなみ なつ、2001年〈平成13年〉3月17日 - ）は、日本のアイドル、グラビアアイドル。女性アイドルグループ・CANDY TUNEのメンバー。アソビシステム所属。東京都出身。

## 略歴
2018年から2022年11月までグラビアアイドル、モデルとして活動。その間、2019年にはミスiD2020でViVi賞を受賞。
2021年、当時所属していた事務所がアイドルグループ（mai mai）を立ち上げる際に、当初チェキ撮影スタッフとして参加したが、アイドルに詳しいということでライブイベントのブッキングなどマネージメントも任されるようになった。
2022年7月1日、「なたーしゃ」から「南なつ」に改名。
2023年1月14日、アソビシステム・KAWAII LAB.より2023年3月にデビューするアイドルグループ（CANDY TUNE）のメンバーとなることが発表。同年3月14日お披露目。
2024年2月29日発売の「ENTAME SPOTLIGHT vol.2」（徳間書店）で、同じくCANDY TUNEメンバーの桐原美月とグラビアで共演した。

## 人物・エピソード
両親はスリランカ（父親）とフィリピン（母親）出身で、2020年時点では日本国籍を有していない。
mai maiメンバーだった石井優希とは制コレ22の撮影にマネージャーとして同行する一方、撮影会でモデルとして共演することもあった。また、同じくmai maiメンバーだった音羽かのんは、阿部かれんに改名後、2023年11月にKAWAII LAB. MATES入りしたため南の後輩となった（2025年2月卒業、現fav me）。

## 書籍

### デジタル写真集
- nattan（2024年1月4日、Amazon Services International LLC）
- Pick Up Girls!（2024年9月27日、講談社）[13]
- Color  Me Pop!!（2024年9月30日、KADOKAWA）[14]